# Romain Mornet
Pour les articles homonymes, voir Mornet.
Romain Mornet (né le 8 novembre 1997 à La Roche-sur-Yon), est un athlète français, spécialiste des épreuves de demi-fond.

## Carrière
Il est médaillé de bronze du relais mixte des Championnats d'Europe de cross-country 2022 à Turin.

## Palmarès
| Date | Compétition                     | Lieu    | Résultat | Épreuve      | Temps         |
| ---- | ------------------------------- | ------- | -------- | ------------ | ------------- |
| 2022 | Championnats de France en salle | Miramas | 3e       | 3 000 mètres | 8 min 0 s 59  |
| 2022 | Championnats de France          | Caen    | 3e       | 1 500 mètres | 3 min 40 s 50 |
| 2024 | Championnat de France en salle  | Miramas | 1er      | 3 000 mètres | 8 min 00 s 29 |
| 2024 | Championnats de France          | Angers  | 1er      | 1 500 mètres | 3 min 43 s 76 |
| 2025 | Championnat de France en salle  | Miramas | 2e       | 3 000 mètres | 7 min 55 s 19 |

| Date | Compétition                            | Lieu  | Résultat | Épreuve      | Temps       |
| ---- | -------------------------------------- | ----- | -------- | ------------ | ----------- |
| 2022 | Championnats d'Europe de cross-country | Turin | 3e       | Relais mixte | 17 min 31 s |

## Records
| Épreuve      | Épreuve   | Marque        | Lieu       | Date            |
| ------------ | --------- | ------------- | ---------- | --------------- |
| 1 500 mètres | Plein air | 3 min 31 s 62 | Charléty   | 20 juin 2025    |
| 3 000 mètres | Plein air | 7 min 36 s 44 | 🇧🇪Louvain  | 27 juillet 2024 |
| 3 000 mètres | En salle  | 7 min 40 s 39 | Luxembourg | 19 janvier 2025 |